# TV Guará (Francisco Beltrão)
TV Guará é uma emissora de televisão brasileira sediada em Francisco Beltrão, e com sucursal em Ponta Grossa, ambas cidades do estado do Paraná. Opera na geradora no canal 2 (30 UHF digital) e é afiliada ao Sistema Brasileiro de Televisão (SBT). Integra a Rede Massa, rede de televisão paranaense pertencente ao Grupo Massa.
Seus estúdios estão localizados no Edifício Empresarial Araçá Grande, no Centro de Francisco Beltrão, e seus transmissores estão no alto do Morro das Antenas, no bairro Vila Nova. Em Ponta Grossa, a emissora mantém estúdios no bairro Nova Rússia, e transmissores instalados no alto do Edifício Vila Velha, no Centro da cidade.

## História

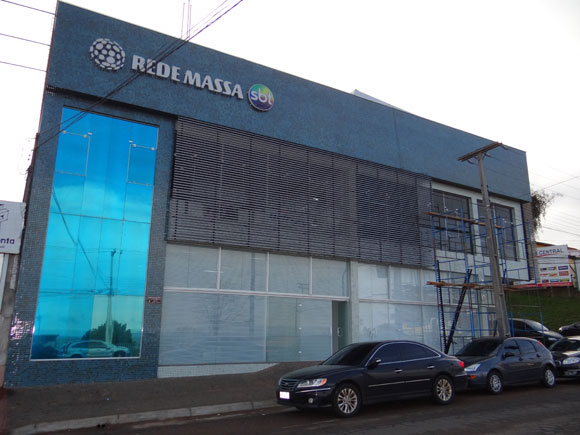
Sucursal da emissora no bairro Nova Rússia, em Ponta Grossa

Após fazer uma permuta com o canal instalado em Paranaguá, o Grupo Massa instalou os equipamentos na cidade de Ponta Grossa e sua geradora em Francisco Beltrão entre 2011 a 2012. Desde então, o canal 2 (destinado para a geradora) teve diversas datas de entradas no ar adiadas. Desta vez, foi marcado para o dia 6 de agosto de 2012, às 7 horas da manhã com afiliação ao SBT que retransmite todos os programas estaduais vindos de Curitiba, mas que também transmite programas de Ponta Grossa.
No dia 3 de agosto de 2012, o jornalista e o apresentador da emissora Denian Couto conversou pela manhã com as equipes de jornalismo, na qual destacou que o conteúdo do jornalismo, será voltado inteiramente à comunidade, mostrando os problemas, as necessidades e as coisas boas dos municípios da região. “Mas nós vamos fazer diferente do que as emissoras locais fazem hoje. Nós vamos até onde a concorrência não vai, com uma qualidade técnica, mas sem perder o foco da notícia.”, diz. O diretor geral da emissora, Jairo Cajal Junior, esteve no estúdio de exibição da programação, em últimos preparativos da entrada da emissora no ar.
No dia 4 de agosto de 2012, o Grupo Massa recebeu o mercado publicitário com feijoada para apresentação comercial da emissora e contou com a presença do presidente do Grupo Silvio Santos, Guilherme Stoliar, do Diretor Nacional de Vendas do SBT, Henrique Casciato e do Diretor de Rede e Afiliadas do SBT, Roberto Franco. Eles foram recepcionados pelos diretores da Rede Massa, além de Carlos Massa, o Ratinho, principal acionista da empresa.
A TV Guará entrou no ar no dia 6 de agosto de 2012, exatamente às 7 horas da manhã, quando entrou no ar o primeiro programa local, o Jornal da Massa, com as notícias da região e pelo menos seis entradas ao vivo (com apresentações de Denian Couto e Fernanda Rocha), às 12h o Tribuna da Massa e às 19h20 o SBT Paraná, todos nos estúdios de Curitiba, com exceção do Tribuna da Massa, gravado nos estúdios da TV Guará em Ponta Grossa.
No dia da inauguração, a emissora passou a cobrir 63 municípios, atendendo total de mais de 1,6 milhão de habitantes, substituindo sinais de retransmissoras de TVs Iguaçu, Cidade, Tibagi e Naipi.
No início das transmissões a TV Guará em dois canais em Francisco Beltrão: a geradora no 2 VHF e por uma RTV no 14 UHF. A inusitada de dois canais na mesma cidade é por conta de a Rede Massa ter requerido junto ao Ministério das Comunicações repetidora auxiliar para melhor cobertura da cidade/região. Uma semana depois da inauguração, o canal 4 da cidade de concessão da emissora saiu do ar e foi cedido a TVCi que por um acordo o canal de Paranaguá foi trocado pelo canal instalado em Francisco Beltrão e a Rede Massa pode instalar mais uma afiliada no interior do estado.
A programação na cidade de concessão surgiu apenas cerca de 10 meses depois da inauguração da emissora. Desde 13 de maio de 2013 a edição manhã do noticiário Tribuna de Massa foi transmitindo pela primeira vez com o foco aos destaques do sudoeste do estado, sendo o primeiro apresentador o Augusto Canário.